# شوارزو ایم گبریک
شوارزو ایم گبریک (به آلمانی: Schwarzau im Gebirge) یک منطقهٔ مسکونی در اتریش است که در ناحیه نوین‌کیرشن واقع شده‌است. شوارزو ایم گبریک ۸۳۱ نفر جمعیت دارد.